# Río Queule
El río Queule nace en la cordillera de la Costa de la Región de La Araucanía y fluye con dirección general SO hasta desembocar en el océano Pacífico. La cuenca del río recibe el código 095 en el inventario BNA de cuencas de Chile.

## Trayecto
El río Queule nace al sur de la ciudad de Gorbea, atraviesa las "Vegas de Mahuidanchi" y con un curso de escasa pendiente y paralelo al río Toltén (35 km) se vacía finalmente en el extremo sur de la bahía Queule, próximo a Punta Roca, en la caleta de pescadores de Queule.
Pasa cerca de los poblados Los Boldos y Queule (Chile). Al sur de Los Boldos recibe por su izquierda las aguas del río Boroa y más abajo, del estero Guindos y luego del río Mailenco. Finalmente, solo 4 km antes de su desembocadura recibe su último afluente que es el estero Pirén. El curso inferior es sensible a las fluctuaciones de las mareas.: 468 

## Caudal y régimen
El régimen del río Queule es estrictamente pluvial, con crecidas de invierno.: 467 

## Historia
Francisco Solano Asta-Buruaga y Cienfuegos escribió en 1899 en su obra póstuma Diccionario Geográfico de la República de Chile sobre su desembocadura:
Queule.-—Puerto del departamento de Valdivia situado en los 39º 23' Lat. y 73° 14' Lon. y á unos 38 kilómetros hacia el SO. del pueblo de Toltén. Tiene pocos habitantes y fué habilitado como puerto menor en 14 de mayo de 1869. Su bahía es de reducida extensión y de mediana comodidad y abrigo. En ella desemboca el río que le da nombre, el cual nace en la vertiente occidental de la cadena de cerros selvosos cercana al E. de la costa; corre desde la falda de esos montes al O., luego al SO. y al fin al O. hasta su desembocadura, que efectúa al cabo de unos 70 kilómetros. Es de curso lento y de hondo y ancho cauce que permite su navegación por embarcaciones planas desde el puerto hasta el fuerte de los Boldos y aún más arriba. Sus márgenes abundan en maderas y se abren en terrenos cultivables y propios para la cría de ganados. En ellas se han establecido pequeños asientos de población, como los de Cayulfu, Cheuqueta, Cutrehue, &c. El nombre es el de un árbol indígena de fruto comestible (Adenostemum nitidum).
Luis Risopatrón lo describe en su Diccionario Jeográfico de Chile de 1924:: 731 
Queule (Rio) 39° 15' 73° 09' Tiene sus fuentes en la cordillera de La Costa, corre hacia el W estrecho i pro fundo, obstruido por palizadas, al través de terrenos húmedos i anegadizos, torna enseguida al SW en Los Boldos, donde no tiene mas de 10 m de ancho i corre paralelamente al curso inferior del rio Tolten, mui encajonado i con aguas pandas; tuerce al S, con corriente apenas sensible i concluye por vaciarse en la bahía de aquel nombre. Puede navegarse por embarcaciones de 3 a 3,5 m de calado hasta Cayulfu, pero después de este punto presenta dificultades para pasar con embarcaciones de 1 m de calado; sin embargo es frecuentado por pailebotes i lanchas de 1,6 m de calado, que remontan el rio, venciendo algunos tropiezos, hasta unos 11 kilómetros mas arriba de Los Boldos. En su desembocadura ofrece barra, con 3 decímetros de agua en los momentos de bajamar i con 1 m en la pleamar de zizijias i es siempre accesible por embarcaciones menores, escepto con vientos del N W; sus márjenes abundan en maderas i se abren en terrenos cultivables i apropiados para la cria de ganados. 1, v, p. 169; i xxviii, p. 155; 3, iv, p. 3.49 (Alcedo, 1788); 15, carte de Guillaume de L’Isle (1716); 21, iv, pl. x n de Juan i Ulloa (1744); 61, xxix, p. 480; 66, p. 266; 155, p. 613; i 156; i Queuli en 62, i, p. 74.